# فقد الحس
تحدث معظم أنواع فقد الحس بسبب خلل وظيفي في العمليات الحسية، سواءً كانت عدم فعالية المستقبلات أو إصابة العصب أو ضعف المخ. تكون على عكس العمه، حيثُ أنَّ الضعف يحدثُ بسبب ضررٍ قبل عملية الإدراك الحسي.